# Осипенко, Иван Фёдорович
Иван Фёдорович Осипенко — советский хозяйственный, государственный и политический деятель, Герой Социалистического Труда.

## Биография
Родился в 1920 году в селе Станиславка. Член КПСС.
Участник Великой Отечественной войны, помощник командира взвода 76-й стрелковой бригады, командир минометного расчета 82-миллиметрового миномета 2-й минометной роты 289-го гвардейского стрелкового полка 97-й гвардейской стрелковой дивизии. С 1946 года — на хозяйственной, общественной и политической работе. В 1946—1982 гг. — бригадир полеводческой бригады колхоза «1 Мая» Котовского района Одесской области Украинской ССР.
Указом Президиума Верховного Совета СССР от 23 июня 1966 года присвоено звание Героя Социалистического Труда с вручением ордена Ленина и золотой медали «Серп и Молот».
Умер в Котовске в 2011 году.